# تندرست و شاد
تندرست و شاد (انگلیسی: Healthy and Happy) یک فیلم کمدی صامت کوتاه به کارگردانی نوئل ام. اسمیت است که در سال ۱۹۱۹ منتشر شد. از بازیگران این فیلم می‌توان به اولیور هاردی، جیمی اوبری و ریچارد اسمیت اشاره کرد.